# 大高忠兵衛
大高忠兵衛（おおたかちゅうべえ、文政6年3月1日（1823年4月11日） - 元治元年7月4日（1864年8月5日））は、江戸時代末期（幕末）の勤王の志士。播磨国揖東郡林田村・常城広介の次男で林田藩郷士。
14歳のときに甲冑職人・大高義郷の養子となる（六八郎の次子、又次郎の養子との説もある）。のち姫路城下に移り、志士と交流が始まる。嘉永元年（1848年）、梅田雲浜のすすめで上洛。衣棚押小路入下妙覚寺町で甲冑商「大鷹屋」を営みつつ、義兄又次郎とともに、諸藩の藩邸に出入りして情報収集をするなどの政治活動に奔走する。安政の大獄の際に一時京を離れたが、潜伏し志士の武器・甲冑調達にも貢献。元治元年（1864年）6月5日、池田屋事件に居合わせ、新選組によって捕縛され、7月4日に六角牢で獄死。享年42。墓は梅田雲浜と同じ安祥院。大正4年（1915年）贈従五位。